# Iakov Sverdlov
Pour les articles homonymes, voir Sverdlov.
Iakov Mikhaïlovitch Sverdlov (en russe : Яков Михайлович Свердлов) de son patronyme Iankel Solomon né le 22 mai 1885 (3 juin dans le calendrier grégorien) à Nijni Novgorod et mort le 16 mars 1919 est un révolutionnaire bolchevik et homme politique russe.
Il est soupçonné d'avoir donné l'ordre de l'exécution du tsar Nicolas II et de la famille impériale, en 1918.

## Biographie
Né dans un milieu juif, son père Mikhaïl Izraïlevitch (1846 ? – 1921) est un chaudronnier et graveur sur cuivre itinérant relativement prospère, lui-même originaire de la région de Białystok, en Pologne, aux confins des frontières actuelles biélorusse et lituanienne. Sa mère, Elisabeth Solomonovna Averbach (1864 - 1900), est apparentée aux familles commerçantes d’une cité qui connaît depuis le début du XIXe siècle un vigoureux développement économique. Son frère est Zinovi Pechkoff (1884-1966), antirévolutionnaire qui deviendra un général et diplomate français. 
Il est encore étudiant lorsqu'il adhère au Parti ouvrier social-démocrate de Russie en 1902. Il est de tendance bolchévique, comme Lénine et participe à la révolution de 1905. Arrêté en 1906, emprisonné pendant trois ans, dès sa sortie de prison, il reprend son activité d'agitateur ce qui lui vaut une nouvelle arrestation et la déportation en Sibérie. Il s'évade en 1910, mais est repris. Condamné à quatre ans de prison, il tente encore plusieurs fois de s'évader et y parvient à l'automne 1912. Il se rend alors à Saint-Pétersbourg où il travaille pour la Pravda. Dénoncé, il est arrêté et à nouveau renvoyé en Sibérie. Il aurait été dénoncé par un agent double :  Roman Malinovski. Durant son exil il rencontrera Staline et jugera qu’il est difficile de travailler avec lui car « trop égoïste dans la vie de tous les jours ».   
Il est libéré après la révolution de Février et l'abdication de Nicolas II. Il retourne à Saint-Pétersbourg (Petrograd) où il devient un des principaux responsables du parti, membre du Comité central, et avec Lénine l'un des plus chauds partisans de l'insurrection armée. Il s'implique énormément dans son organisation, participant au Comité militaire révolutionnaire du Soviet de Petrograd, présidé par Léon Trotski, qui en dirige avec succès les opérations. En novembre 1917, il remplace Lev Kamenev au poste de Président du Comité exécutif central (chef de l'État).
C'est un des principaux acteurs de la liquidation de l'assemblée constituante, et de la demande de paix séparée avec l'Allemagne. Malgré sa jeunesse, il peut passer pour le successeur potentiel de Lénine. Dans la nuit du 16 au 17 juillet 1918, une équipe de la police secrète bolchevik, commandée par Iakov Iourovski, exécute l'empereur Nicolas II et toute sa famille ainsi que son médecin personnel et trois domestiques à Iekaterinbourg. D'après les recherches faites par les historiens ayant eu accès après 1991 aux archives de cette période, il apparaît qu'après avoir eu l'aval de Lénine, qu'il avait contacté à ce sujet, c'est Sverdlov qui en ait donné l'ordre, de crainte que les armées blanches, très proches d'Iekaterinbourg qui sera d'ailleurs conquise le 24 juillet, ne retrouvent la famille impériale russe, enfermée dans la villa Ipatiev, depuis novembre 1917, par décision prise par le pouvoir nouveau, celui des Soviets.
Ses relations de travail avec Lénine étaient extrêmement étroites, les deux hommes dominant la prise de décision au Comité central à la fin de 1918. En mars 1918, Sverdlov et le Comité exécutif central discutèrent de la meilleure façon d'éliminer les « ulcères que le socialisme a hérités du capitalisme » et Yakov plaida pour un effort concentré pour retourner les paysans les plus pauvres des villages contre les koulaks.
En 1919, pendant la guerre civile, il parcourt le pays pour engager la population contre les armées blanches. Il est victime d'une épidémie de grippe espagnole selon la version la plus largement acceptée et meurt à Oriol entouré de l'affection des siens. Pour honorer sa mémoire, les Soviétiques ont donné en 1924 le nom de « Sverdlovsk » à Iekaterinbourg, mais la ville a retrouvé son ancien nom après la fin de l'Union soviétique, fin décembre 1991. Une ville ukrainienne a également été nommée d'après lui et, elle aussi, a changé de nom.